# Yeovil
Yeovil – miasto w Wielkiej Brytanii, w Anglii, w hrabstwie Somerset. Jest największym miastem dystryktu South Somerset. Węzeł kolejowy. W 2001 roku miasto liczyło 41 871 mieszkańców.

## Osoby związane z miastem
- PJ Harvey – piosenkarka i kompozytorka
- Thomas Stearns Eliot – poeta angielski